# Frankie Drake Mysteries
Frankie Drake Mysteries är en kanadensisk kriminal- och dramaserie vars första säsong hade premiär den 6 november 2017. Serien avslutades efter 4 säsonger år 2021. Serien är skapad av Carol Hay, Michelle Ricci och Cal Coons.

## Handling
Serien som utspelar sig i 1920-talets Toronto kretsar kring duon Frankie och Trudy. Tillsammans driver de den enda kvinnoledda detektivbyrån Toronto. Frankies smak för äventyr får henne att hamna i alla möjliga problem, men hon hittar alltid en lösning.

## Rollista i urval
- Lauren Lee Smith - Frankie Drake
- Chantel Riley - Trudy Clarke
- Rebecca Liddiard - Mary Shaw
- Sharron Matthews - Flo Chakowitz
- Wendy Crewson - Nora Amory
- Karen Robinson - Mildred Clarke
- Grace Lynn Kung - Wendy Quon
- Romaine Waite - Bill Peters
- Emmanuel Kabongo - Moses Page